# Konstantin von Tischendorf
Lobegott Friedrich Konstantin von Tischendorf (Lengenfeld, 18 gennaio 1815 – Lipsia, 7 dicembre 1874) è stato un teologo e filologo tedesco.

## Biografia
Tischendorf era figlio di un medico, proveniente da una famiglia di fabbricanti di carta; la sua prima formazione scolastica si svolse a Lengenfeld. Dal 1829 frequentò il ginnasio a Plauen. Più tardi all'Università di Lipsia studiò teologia e filologia classica. Completò questi studi nel 1838 con la Promotion e conseguì, due anni più tardi, sempre a Leipzig, la Habilitation.
Negli anni successivi non fu subito attivo come docente, ma si dedicò a diversi viaggi di studio in Francia, Inghilterra, Italia e nel Vicino Oriente. Tornò quindi nel 1845 a Leipzig per mettere a frutto i risultati delle sue ricerche. Alla fine del 1845 Tischendorf divenne professore straordinario, per ottenere infine nel 1851 il ruolo di professore onorario. Otto anni più tardi gli fu affidata la cattedra in teologia e paleografia biblica.
Si dedicò alla ricerca testuale sul Nuovo Testamento al fine di costituire un testo scientificamente certo e divenne uno dei più importanti studiosi in questo ambito di ricerca. Tra le altre cose decifrò il codice di Efrem Siro, scoprì il Codex Sinaiticus e approfondì la conoscenza della Bibbia dei Settanta.
Fu assunto nell'aristocrazia ereditaria russa dopo il 1862 (poco dopo il suo cinquantaquattresimo compleanno) in riconoscimento dei risultati scientifici da lui conseguiti.
Il 5 maggio 1873 Tischendorf fu colto da un colpo apoplettico, da cui non si riebbe mai. Morì a Lipsia il 7 dicembre 1874.

## Opere
Secondo Bruce Metzger, uno dei più importanti filologi neotestamentari odierni, Tischendorf scoprì più manoscritti, curò e pubblicò più edizioni critiche del Nuovo Testamento di qualunque altro studioso. La sua opera comprende oltre 150 tra libri e articoli.
Una delle sue opere principali è l'edizione critica del Nuovo Testamento, pubblicata in due volumi tra il 1869 e il 1872 (Editio octava critica maior), corredata da un apparato critico con le varianti testuali che egli e i suoi predecessori avevano raccolto nei manoscritti e nei Padri della Chiesa.
- Editio octava critica maior (1869–1872)
- Reise in den Orient (1854 – 1846)
- Wann wurde unser Evangelium verfaßt? (1866)

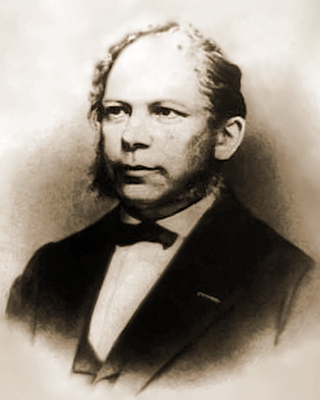
Konstantin von Tischendorf nel 1870

## Il Codex Sinaiticus
Per gran parte della sua vita Tischendorf si dedicò alla ricerca di antichi manoscritti biblici.
La sua più grande scoperta fu effettuata nel Monastero di Santa Caterina sul monte Sinai, dove soggiornò per ricerche nel maggio 1844 e poi nuovamente nel 1853 e nel 1859.
Nel 1862 Tischendorf pubblicò il testo del Codex Sinaiticus per il millesimo anniversario della monarchia russa, con una edizione in facsimile in quattro volumi, e infine un'edizione critica mediante la quale tutti i teologi potessero avere accesso a questo antichissimo manoscritto biblico per studiarne autonomamente le lezioni.